# Georg Friedrich I. (Hohenlohe-Waldenburg)

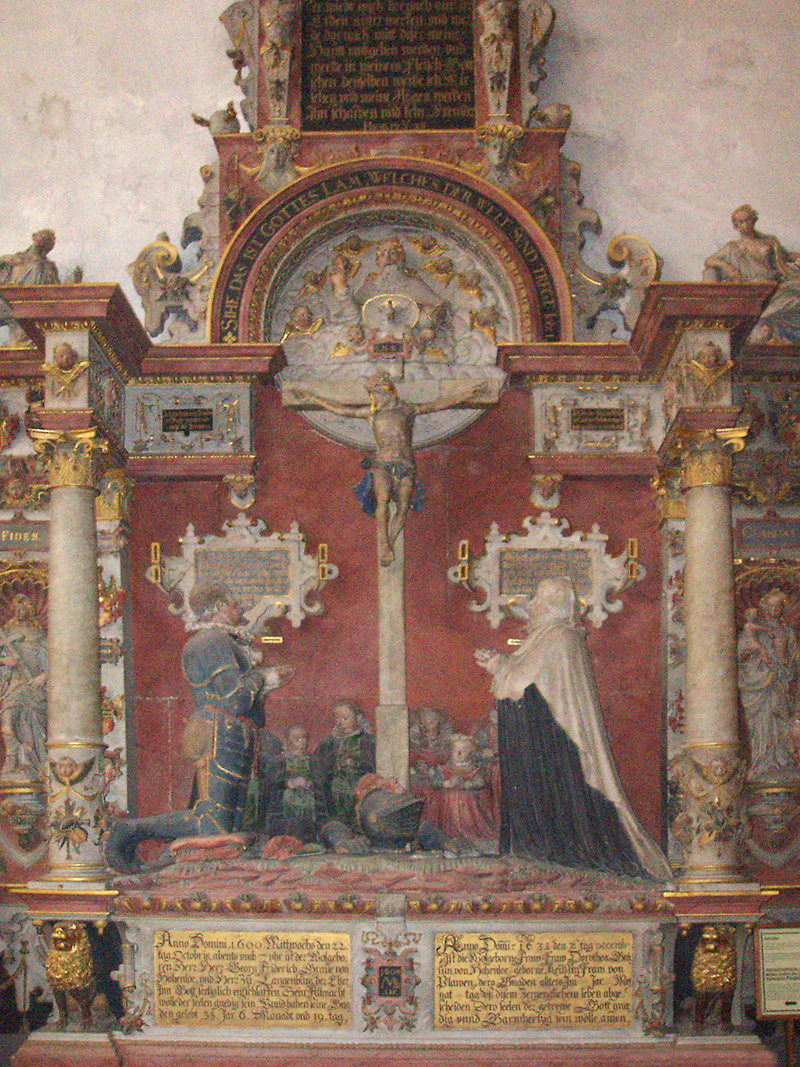
Epitaph von Georg Friedrich I. v. Hohenlohe und Dorothea v. Reuß-Plauen in Öhringen

Georg Friedrich I. von Hohenlohe „der Ältere“ (* 30. April 1562 in Waldenburg; † 22. Oktober 1600 ebenda) war von 1570 bis 1600 regierender Graf zu Hohenlohe-Waldenburg.

## Abstammung
Graf Georg Friedrich I. zu Hohenlohe-Waldenburg war der Sohn des Grafen Eberhard zu Hohenlohe-Waldenburg (1535–1570) und seiner Frau Agathe von Tübingen (1533–1609).

## Regierung
Da Graf Georg Friedrich I. seinen Vater in Folge der Ereignisse bei der Waldenburger Fastnacht vom 7. Februar 1570 vorzeitig verloren hatte, führte seine Mutter Agathe als Regentin der Linie Hohenlohe-Waldenburg die Vormundschaft bis zur Volljährigkeit. Als einzigem Sohn stellte sich für Georg Friedrich I. nicht die Frage weiterer Teilungen in der Linie Hohenlohe-Waldenburg. Seine Herrschaft entwickelte sich aber insgesamt nicht so günstig und zielstrebig weiter wie im Falle der Herrschaft seines Cousins, Graf Graf Wolfgang II., in Weikersheim. Von 1590 bis 1592 kam es zwischen Graf Georg Friedrich I. und seinem Cousin Graf Wolfgang zu Gesprächen in der Frage der gemeinsamen Zivilrechtspflege. Es waren neue Richtlinien Seitens des Kaisers im Raum, die von den Reichsständen forderten, dass ihre Hofgerichte geeignetes juristisch ausgebildetes Personal vorhielten. Graf Wolfgang machte sich deshalb dafür stark, für die gesamte Grafschaft Hohenlohe ein gemeinsames Hofgericht mit neuer und verbesserter Besetzung durch geeignete Juristen einzurichten. Dies lehnte Georg Friedrich I. jedoch wegen zu hoher Kosten ab und hielt an seinem eigenen Hofgericht mit der hergebrachten Bestallung fest. Er überließ es Wolfgang, dass dieser 1598 ein neu verfasstes Hofgericht nur für die Linie Neuenstein einrichtete, die den Anforderungen des Kaisers entsprach.

## Nachkommen
Am 21. August 1586 heiratete Graf Georg Friedrich I. in Waldenburg Dorothea Reuß zu Gera (1570–1631), die Tochter von Heinrich XVI., „der Jüngere“ Reuß von Plauen (1530–1572).

Aus der Ehe gingen drei Söhne und drei Töchter hervor:
- Agathe Dorothea (1588–1625)
- Ludwig Eberhard (1590–1650), Graf von Hohenlohe-Waldenburg in Pfedelbach ⚭ 1610 Dorothea Gräfin von Erbach (1593–1643)
- Philipp Heinrich (1591–1644), Graf von Hohenlohe-Waldenburg in Waldenburg ⚭ 1615 auf Schloss Neuenstein Dorothea Walpurgis Gräfin von Hohenlohe-Neuenstein (1590–1656)
- Barbara (1592–1665) ⚭ 1625 Graf Wolfgang Ernst zu Löwenstein-Wertheim (1578–1636)
- Agnes (1593–1644)
- Georg Friedrich II. „der Jüngere“ (1595–1635), Graf zu Hohenlohe-Waldenburg in Schillingsfürst ⚭ 1616 Dorothea Sophie Gräfin von Solms-Hohensolms (1595–1660)

Nach dem Tod des Grafen heiratete seine Witwe 1606 Wilhelm von Limpurg-Sontheim, hatte jedoch aus dieser zweiten Ehe keine Kinder mehr. Ein Epitaph im Chor der Stiftskirche Öhringen erinnert an Graf Georg Friedrich I. und seine Familie in einem Ensemble weiterer Grabmäler des Hauses Hohenlohe aus der Zeit der Renaissance.